# Melok hlíznatý

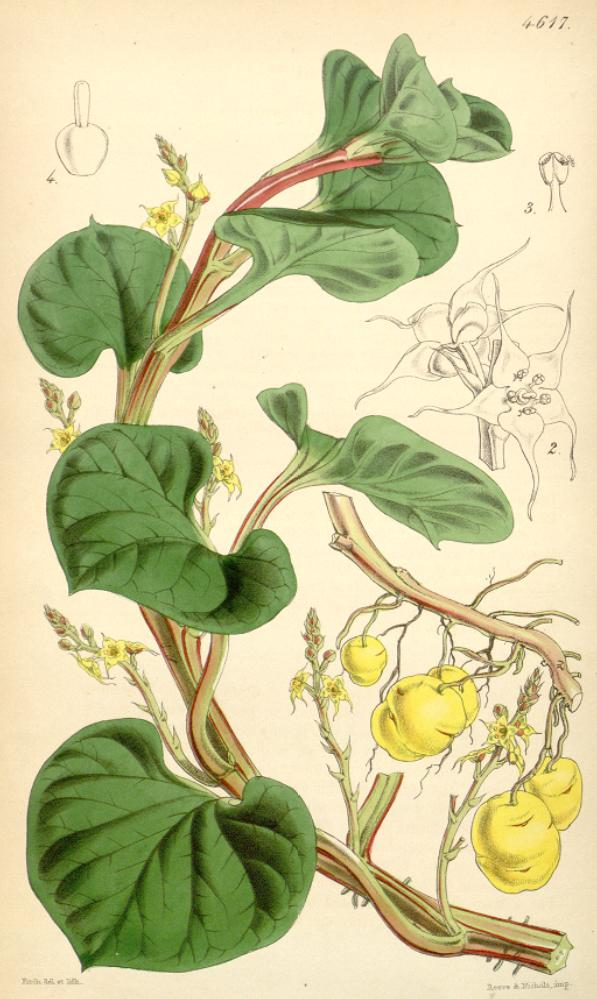
Melok hlíznatý na ilustraci

Melok hlíznatý (Ullucus tuberosus) je rostlina z čeledi bazelovité a jediný druh rodu melok. Pochází z kolumbijských, peruánských a bolivijských And a slouží jako okopanina. Obecně se v oblasti svého původu (Andy) označuje jako „ulluco“ nebo „melloco“.

## Botanický popis
Je to jednoletá vzpřímená bylina dosahující výšky 50 cm. Květy jsou oboupohlavné. Vytváří hlízy různého tvaru a barvy, které se po úpravě konzumují. Tato plodina je přizpůsobena velmi dobře vysokohorským podmínkám And, ale pěstuje se i v horských údolích. Hlíza obsahuje asi 85 % vody 5 % bílkovin, 10–14 % sacharidů a více vitaminu C.

## Využití
Hlízy se konzumují pečené či vařené. Nať je používána jako zelenina. Využití nachází též v tradiční andské medicíně.

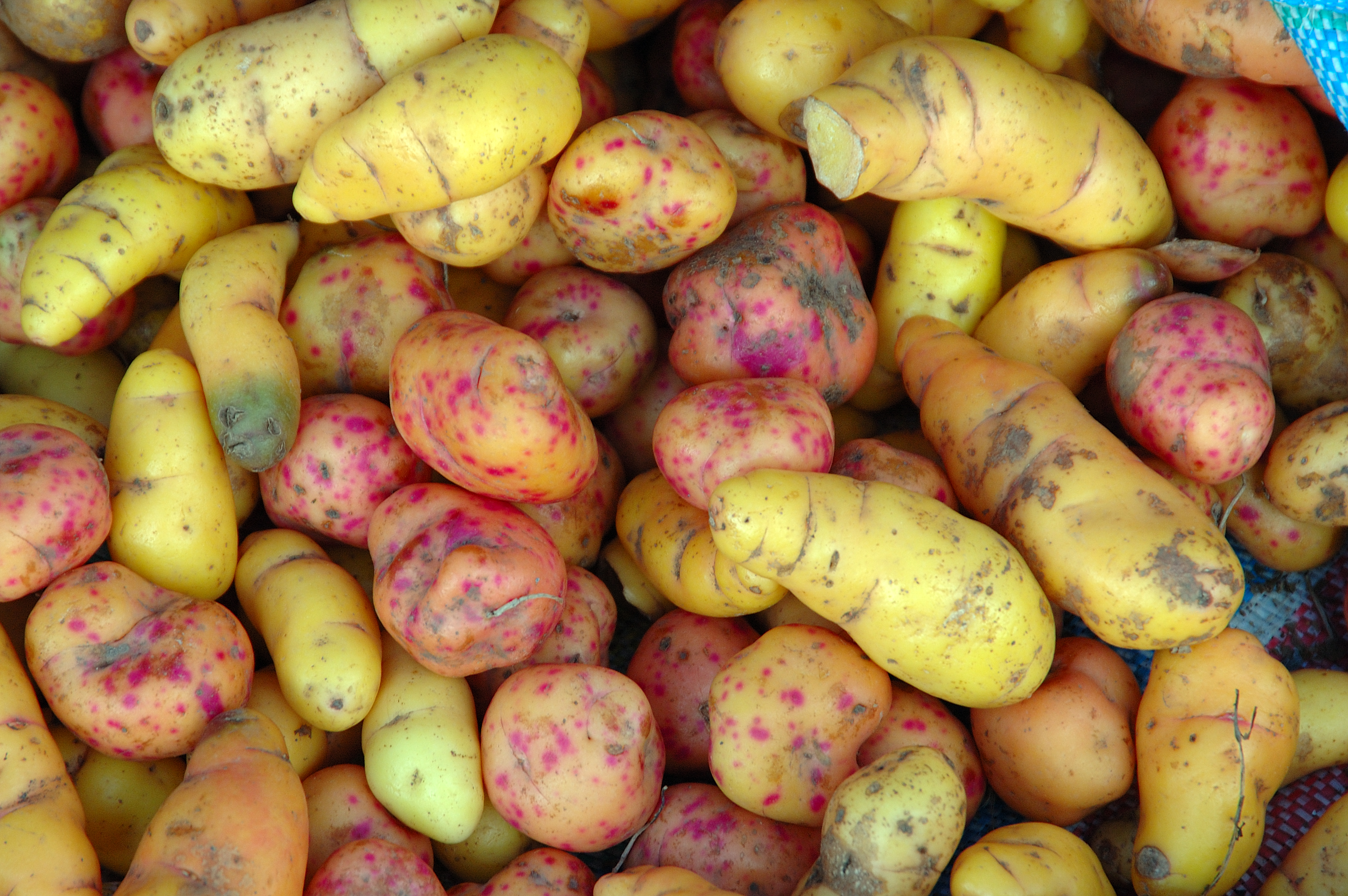
Hlízy meloku

## Agrotechnika
Ulluco může být pěstována na chudých půdách. Ty musí být ale lehké. Je pH rezistentní, i když miluje pH v rozmezí 5,5 až 6,5. Je rezistentní vůči suchu. Je to krátkodenní rostlina. Požadavky na srážky se pohybují v rozmezí 800–1400 mm ročně.
Je mrazuvzdorná, ale pouze do určité míry.

## Rozmnožování
Rozmnožuje se malými hlízkami, plátky hlíz, či očky. Mezi výsadbou a sklizní je 5–9 měsíců vegetace.

## Sklizeň
Sklizeň bývá v tradičních podmínkách malá (Andy), na vynikajících parcelách však může dosahovat výnosu až 15 t/ha.